# Immigration en Espagne

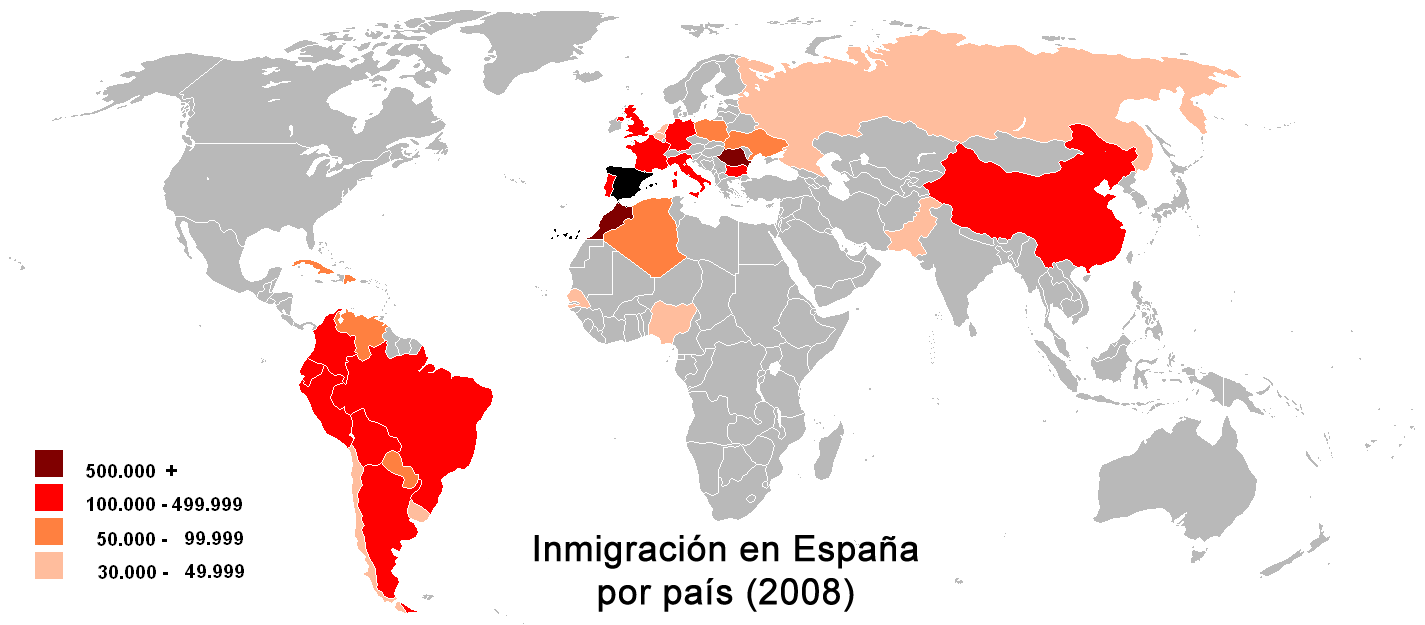
Immigration en Espagne par pays.

L'immigration en Espagne est depuis les années 1990 un phénomène de grande importance pour la démographie et l'économie du pays. 
Selon l'Institut national de la statistique, au premier janvier 2020,  6 753 098 personnes (14,36 %) étaient nées à l'étranger  dont 4 578 228 (9,73 %) nées dans un pays non européen,.

## Évolution de l'immigration en Espagne

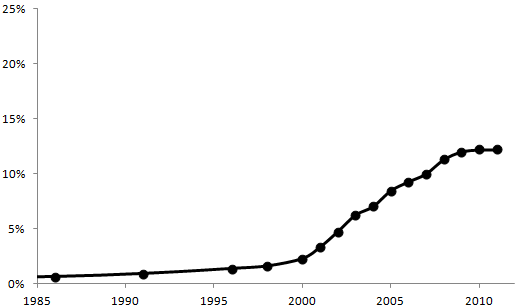
Évolution de la population étrangère en Espagne.

Au cours de ces dernières décennies, l'Espagne est passée du statut de pays d'émigration à celui de pays d'immigration. À partir de 1973, l'émigration des Espagnols commença à baisser en intensité, et le retour au pays de nombreux Espagnols se produisit, à la suite de la montée des prix dans presque tous les pays environnants. Le retour à la démocratie coïncide alors avec une phase d'équilibre relatif dans les soldes migratoires nets, qui se prolongea jusqu'au milieu des années 1990.
Le dynamisme qu'a montré l'économie de l'Espagne se trouve à l'origine de la forte croissance de l'immigration étrangère. Depuis l'an 2000, l'Espagne montre un des plus grands taux d'immigration au monde (de trois à quatre fois plus que le taux des États-Unis, huit fois plus que celui de la France et n'a un taux inférieur qu'à ceux de Chypre et Andorre en Europe en proportion) et a été le second pays après les États-Unis à accueillir un grand nombre d'étrangers.
À la suite d'une enquête achevée en février 2020, le rapporteur spécial des Nations unies sur l'extrême pauvreté, Philip Alston, a déclaré que des travailleurs immigrés en Espagne vivaient « probablement dans les pires conditions que j'aie jamais vues ».
En 2021, 37 000 migrants illégaux sont arrivés en Espagne. Plus de 4 000 migrants sont morts en mer cette même année en tentant de rejoindre l'Espagne.

## Les étrangers sur le sol espagnol

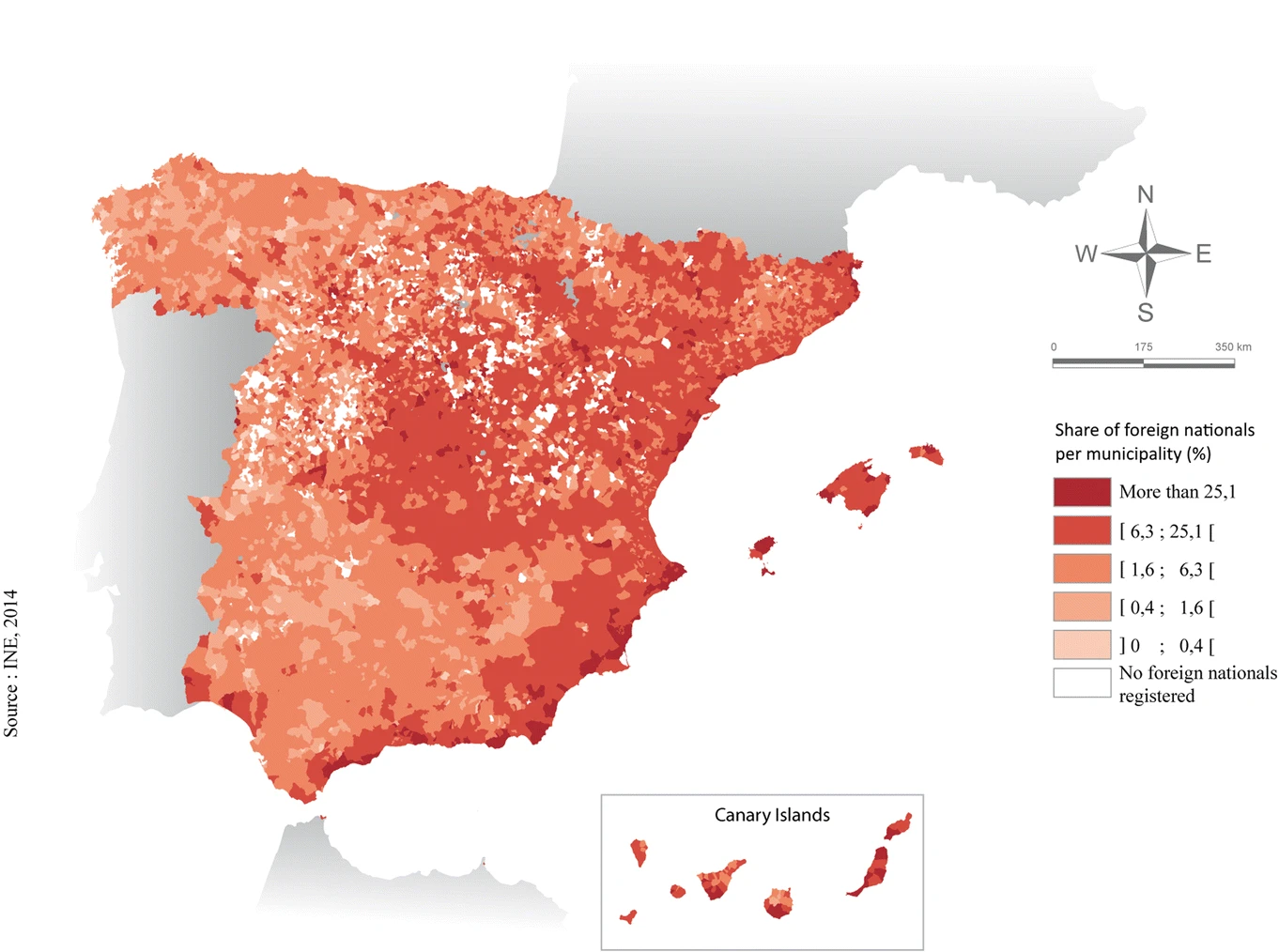
Distribution spatiale des étrangers en Espagne (2018).

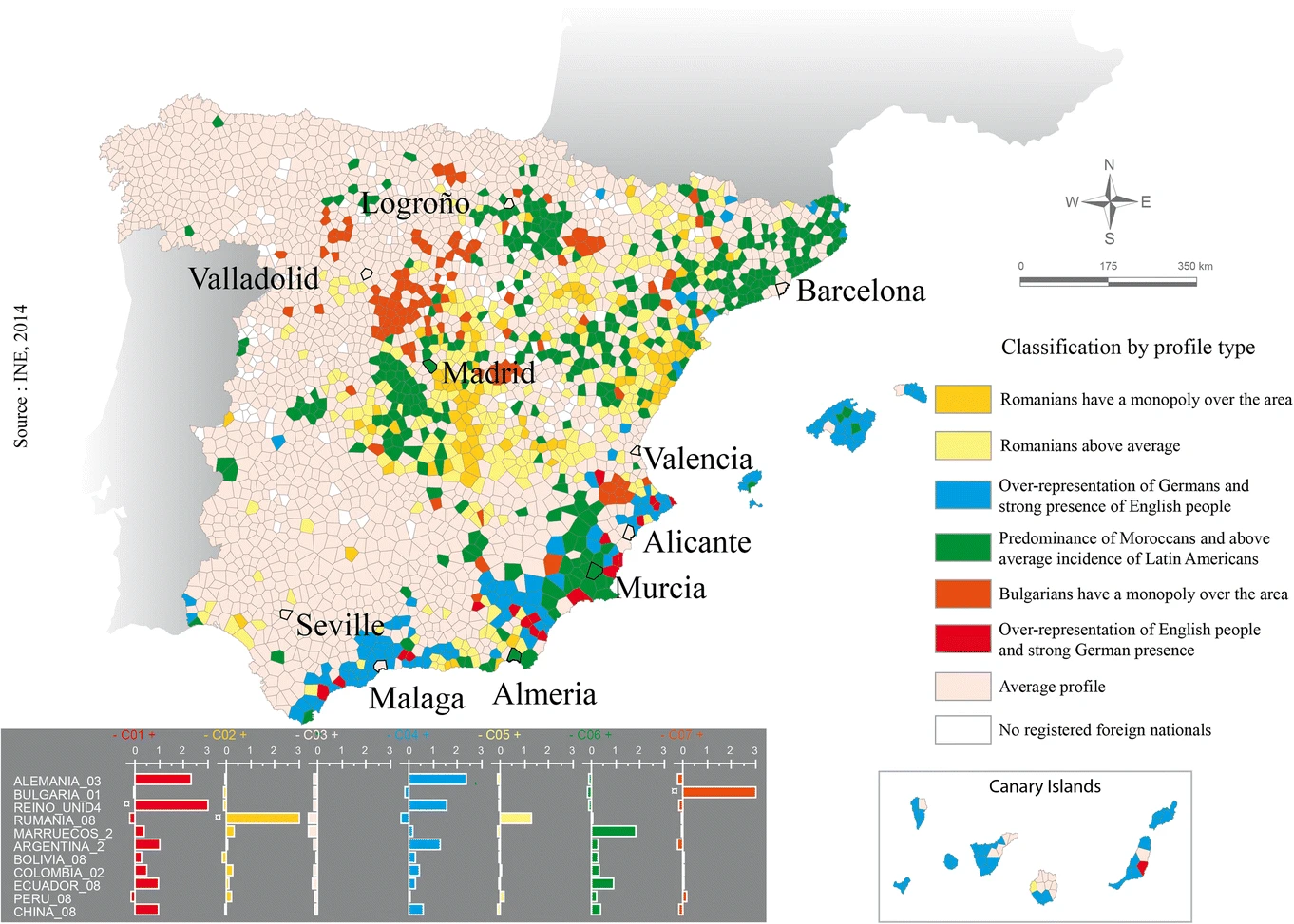
Répartition spatiale des étrangers en Espagne (2008).

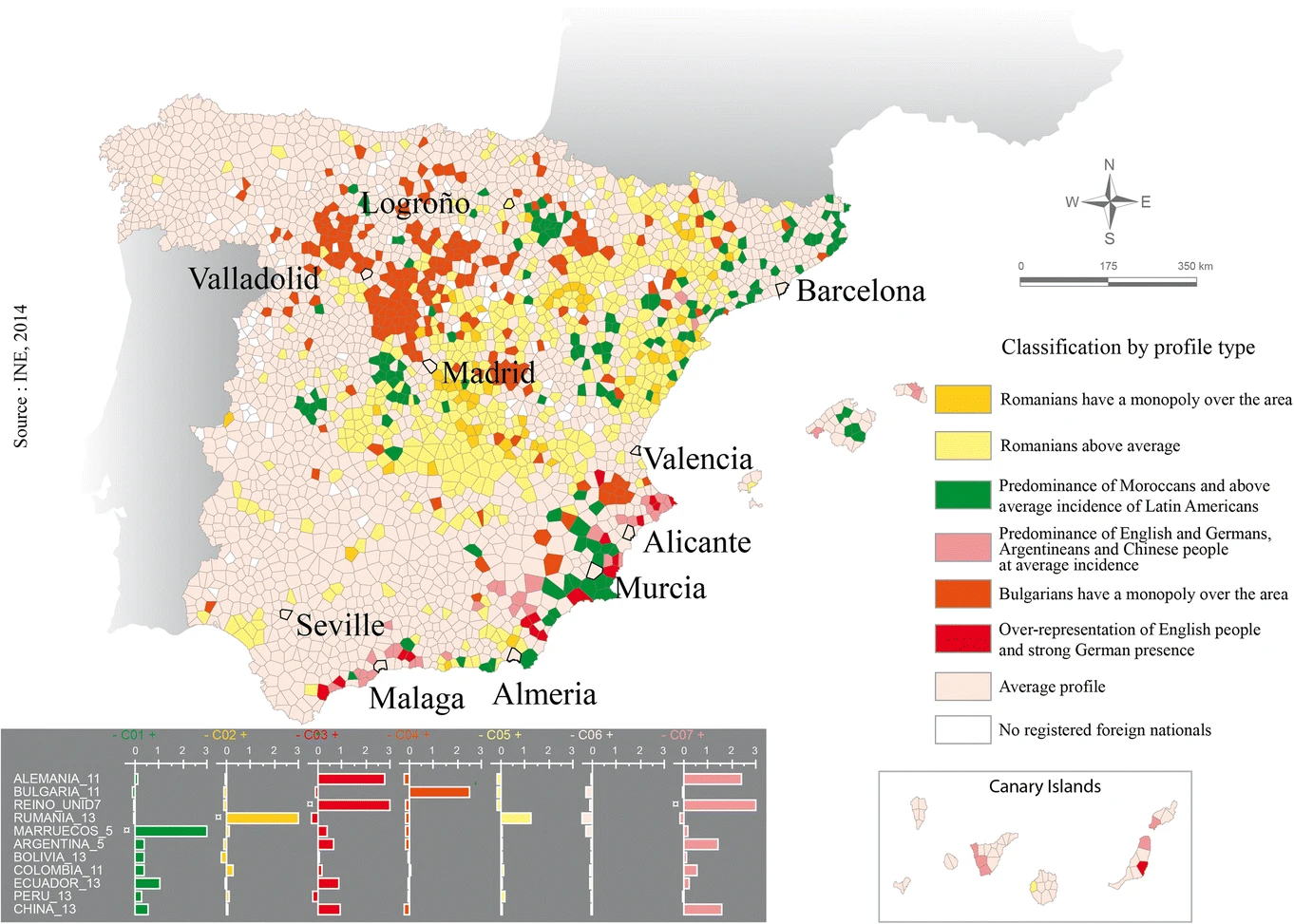
Répartition spatiale des étrangers en Espagne (2013).

Les différentes nationalités présentes en Espagne présentent des distributions spatiales spécifiques. Par exemple, les Allemands et les Anglais se répartissent préférentiellement sur le littoral méditerranéen et dans les îles Baléares, les Roumains plutôt dans le centre du pays et autour de l'agglomération madrilène, et les Chinois essentiellement dans l'agglomération de Barcelone, de Madrid et d'Alicante/Murcie .
| Principales nationalités en Espagne en 2023 | -         |
| ------------------------------------------- | --------- |
| Maroc                                       | 957 687   |
| Roumanie                                    | 467 190   |
| Colombie                                    | 411 831   |
| Royaume-Uni                                 | 218 262   |
| Chine                                       | 166 716   |
| Ukraine                                     | 163 410   |
| Venezuela                                   | 157 893   |
| Honduras                                    | 99 854    |
| Pérou                                       | 89 530    |
| Équateur                                    | 89 253    |
| Bulgarie                                    | 88 000    |
| Allemagne                                   | 81 563    |
| France                                      | 81 445    |
| Pakistan                                    | 74 000    |
| Brésil                                      | 71 048    |
| Modèle:Total                                | 4 183 689 |